# Christel Menzel-Schrebkowski
Christel Menzel-Schrebkowski (* als Christel Schrebkowski, verheiratete: Christel Menzel) ist eine Sängerin vom klassischen Kirchenliedgut bis hin zu neuer geistlicher Musik der 1970er Jahre in der Stimmlage Kontra-Alt.

## Leben
Menzel-Schrebkowski wurde in den 1960er Jahren zunächst als Solistin des Radiochores der Bibelschule Beatenberg bekannt. Mit Peter van Woerden produzierte sie bald eigene Singles für das Label Frohe Botschaft im Lied. Ihr anfängliches Repertoire aus traditionellem geistlichen Liedgut wie Chorälen und Evangeliumsliedern erweiterte sich in den 1970er Jahren zunächst um das Neue Geistliche Lied. So spielte sie nach zahlreichen traditionellen Singles für ihr erstes Long-Play-Album Geh mit Jesus durch dein Leben ausschließlich neue Gitarrenlieder von Johannes Jourdan und Gerti Marén ein. Ihr Musikstil aktualisierte sich auch danach weiter bis hin zur frühen christlichen Popmusik. Ihre späten Veröffentlichungen der 1980er Jahre für den Evangeliums-Rundfunk sind allerdings wieder von traditionellem Kirchenlied geprägt.
Christel Menzel-Schrebkowski war bereits mehrfach Gast auf der Nostalgie-Konzertreihe Unvergessen – Lieder, die bleiben des ERF und Gerth Medien.

## Diskografie

### Alben
- Geh mit Jesus durch dein Leben. Gerth Medien
- Vertrauen. ERF-Verlag

### Singles
- Komm her zu mir / Bist du rastlos. Gerth Medien
- Der Weg war oft  so einsam / Ohne Weg, ohne Licht. (Gerth Medien)
- Was im Herzen tief verborgen. (Gerth Medien)
- Stark ist meines Jesu Hand. (Gerth Medien)
- Wohin kannst du gehn: Aus deinen Plänen ward nicht viel ... (Gerth Medien)

### Compilation
- Meine goldene Liedersammlung. ERF-Verlag

### Mitwirkung
- Peter van Woerden & Margret Birkenfeld mit dem Wetzlarer Kinderchor: Bittet, so wird euch gegeben (Gerth Medien)
- Various: Lobpreiset: Neue Musikaufnahmmen aus dem Evangeliums-Rundfunk, Wetzlar. ERF-Verlag
- Various: Songs der Frohen Botschaft ’70. (Gerth Medien)
- Radiochor der Bibelschule Beatenberg: Fürchte dich nicht. (Gerth Medien)
- Margret Birkenfeld mit dem Wetzlarer Evangeliumschor: Freue dich Welt. (Gerth Medien)
- Radiochor der Bibelschule Beatenberg: Die Fülle hat Jesus. (Gerth Medien)
- Margret Birkenfeld mit dem Wetzlarer Evangeliumschor: Kommt und lasst uns Christum ehren. (Gerth Medien)